# Takuma Nishimura
Pour les articles homonymes, voir Takuma et Nishimura.
Takuma Nishimura (西村 琢磨, Nishimura Takuma) est un général japonais durant la Seconde Guerre mondiale, né le 1er septembre 1899 à Fukuoka au Japon et mort le 11 juin 1951 à Manus.

## Biographie
Nishimura est diplômé de l'Académie impériale japonaise en 1910, et étudie ensuite à l'École de génie de l'armée. Il est diplômé en 1920. Il sert ensuite divers postes administratifs au sein de l'état-major impérial japonais de l'armée.
Nishimura sert de juge qui préside la cour martiale contre des officiers responsables de l'assassinat du Premier ministre Tsuyoshi Inukai en 1932. Les défendeurs ont tous reçu des peines légères.
De 1936-1938, Nishimura est commandant du 9e régiment d'infanterie, et de 1938 à 1939 commandant de la 1re Brigade d'artillerie de campagne lourde. Il devient chef d'état-major de l'armée de l'Est de 1939 à 1940.

### Seconde Guerre mondiale
Promu au grade de général en 1940, Nishimura devient commandant de l'armée expéditionnaire d'Indochine durant l'invasion de l'Indochine française en 1940. Nishimura est promu au grade de lieutenant général en 1941.
Durant l'année 1941, Nishimura commande le 21 Brigade, puis la division de la Garde Impériale au cours de la campagne de Malaisie. Au cours de la bataille de Muar, les Gardes Impériaux tuent 155 prisonniers australiens et indiens, dans un événement connu sous le nom de massacre de Parit Sulong (en).
Nishimura était lui-même souvent en contradiction avec le commandant de la 25e Armée, le général Tomoyuki Yamashita, à des moments sa conduite semblait délibérément insultante. En conséquence, sa division a été refusée de citation de victoire de l'Empereur, et il a été rappelé au Japon et forcé de se retirer en avril 1942.
De juin 1943 à février 1944, Nishimura est gouverneur de l'état en Birmanie du Nord. En février 1944, Nishimura est nommé gouverneur militaire japonais à Sumatra, un poste qu'il occupe jusqu'à la fin de la guerre.

### Crimes contre l'humanité
À la fin de la guerre, Nishimura est jugé par un tribunal militaire britannique à Singapour pour les événements liés au massacre de Sook Ching. Il a été reconnu coupable de crimes de guerre, et a été condamné à la prison à vie. Il a servi quatre ans à Singapour avant d'être renvoyé à Tokyo pour achever sa peine.
Durant son rapatriement au Japon, Nishimura est enlevé de force sur un navire à Hong Kong par la police militaire australienne et traduit plus tard devant un tribunal militaire australien sur l'île de Manus où il a été jugé pour le massacre de Parit Sulong. La preuve a été présentée indiquant que Nishimura avait ordonné les tirs et la destruction des corps. Nishimura a été reconnu coupable et a été exécuté par pendaison le 11 juin 1951.
En 1996, un journaliste australien, Ian Ward, conteste la neutralité du tribunal et a démontré au procureur de l'armée australienne, que le capitaine James Gowing Godwin (en), un ancien pilote, qui avait été maltraité comme prisonnier de guerre à Sumatra, avait manipulé la preuve quant à l'implication de Nishimura. Ward a également affirmé que Godwin n'a pris aucune mesure sur le témoignage du lieutenant Fujita Seizaburo, qui aurait déclaré qu'il était responsable du massacre Parit Sulong. Fujita n'a pas été inculpé et son sort reste inconnu,.